# Thérèse Coffey
Thérèse Anne Coffey (Billinge, 1971. november 18. –) brit konzervatív politikus, 2010 és 2024 között Suffolk Coastal választókerület képviselője, 2022 októbere és 2023 novembere között környezetért, élelmezésért, és vidéki ügyekért felelős miniszter. Korábban, 2022 szeptemberétől októberéig az Egyesült Királyság miniszterelnök-helyetteseként, valamint egészségügyi és szociális ügyekért felelős miniszterként szolgált, 2019 és 2022 között pedig munka- és nyugdíjügyekért felelős miniszterként dolgozott. Coffey az első nő, aki miniszterelnök-helyettesi címet viselt.
2016 és 2019 között Theresa May miniszterelnök irányítása alatt a Környezetvédelmi, Élelmiszerügyi és Vidéki Ügyek Minisztériumának parlamenti államtitkárhelyetteseként dolgozott, majd azév júliusától szeptemberéig Boris Johnson miniszterelnök vezetése alatt államminiszterként tevékenykedett ugyanezen a minisztériumnál. 2019 szeptemberében, miután Amber Rudd lemondott, Coffey-t kinevezték a munka- és nyugdíjügyekért felelős miniszteri posztra. Johnson 2022-es lemondását követően Coffey támogatta Truss-t a Konzervatív Párt vezetőválasztásán, így miután Truss azt megnyerte, Coffey miniszterelnök-helyettesi pozíciót kapott a Truss-kormányban. Truss lemondását, és Rishi Suank miniszterelnöki posztra kerülését követően Coffey a Sunak-kormány környezetért élelmezésért, és vidéki ügyekért felelős minisztere lett.

## Fordítás
Ez a szócikk részben vagy egészben  a   Thérèse Coffey című angol Wikipédia-szócikk ezen változatának fordításán alapul.  Az eredeti cikk szerkesztőit annak laptörténete sorolja fel. Ez a jelzés csupán a megfogalmazás eredetét és a szerzői jogokat jelzi, nem szolgál a cikkben szereplő információk forrásmegjelöléseként.